# Cursos Superiores para Mulheres

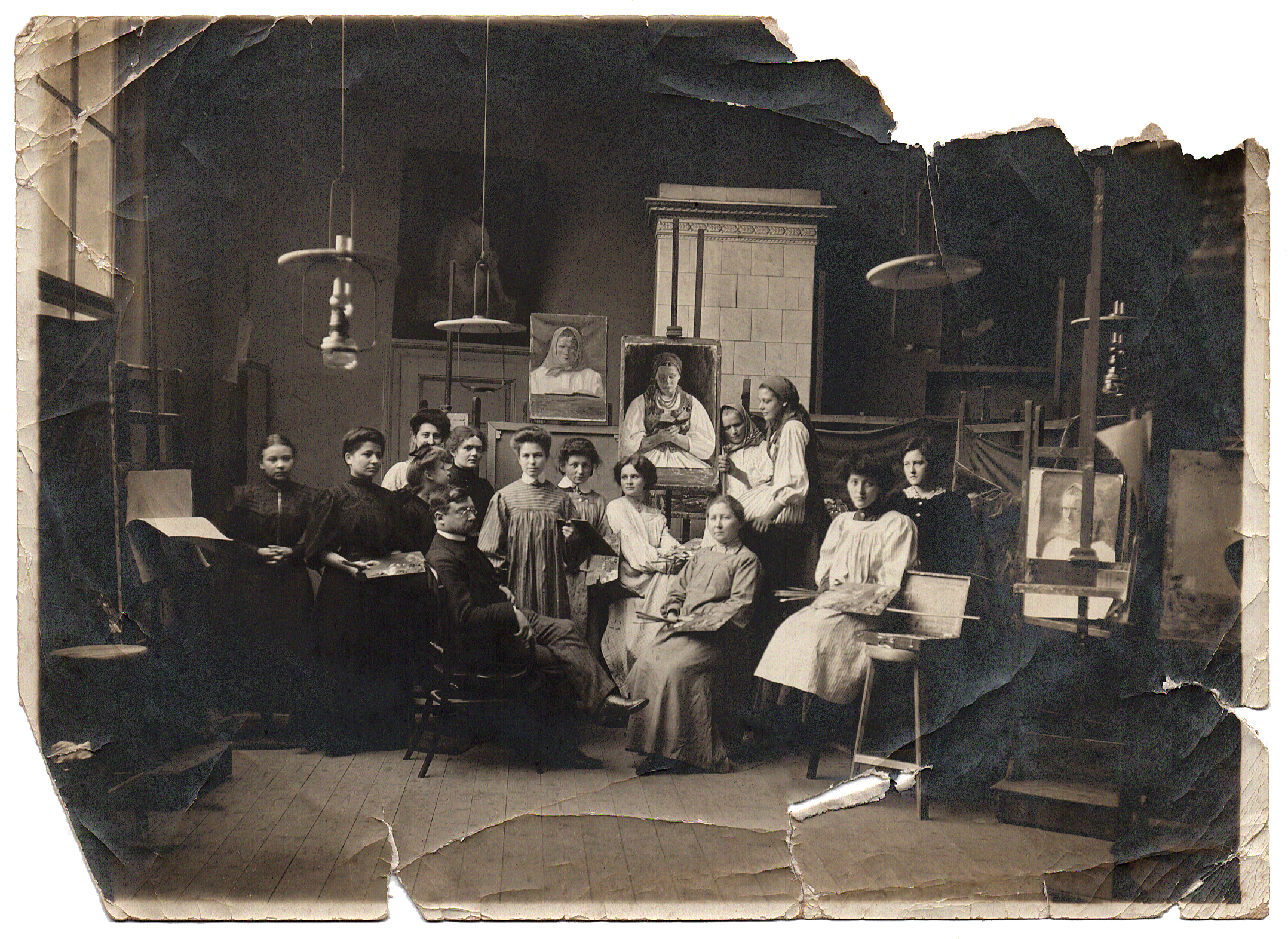
Curso Superiores para Mulheres, 1908

Os Cursos Superiores para Mulheres foi uma instituição fundada em Cracóvia em 1868 por Adrian Baraniecki (1828-1891) no Museu da Indústria Artística de Cracóvia.
A ambição de Baraniecki era educar as mulheres, o que não era compreendido por seus contemporâneos.

Na educação essencial das mulheres, amei o futuro do meu país